# Amapá
Amapá je brazilský spolkový stát, jenž se nachází na severu Brazílie, v Severním regionu. Jeho hlavní město se jmenuje Macapá. Amapá leží na severním brazilském pobřeží Atlantského oceánu, na severu má hranici s Francouzskou Guyanou a Surinamem, na západě a jihu hraničí s brazilským spolkovým státem Pará. Atlantské pobřeží je porostlé mangrovníkovými porosty, zbytek spolkového státu zaujímá tropický deštný prales.
Jen pět kilometrů na jih od hlavního města Macapá prochází rovník. V nejsevernější části spolkového státu se na hranicích s Francouzskou Guyanou nachází národní park Parque Nacional Cabo Orange o rozloze 619000 hektarů, který byl zřízen v roce 1980.
Největší města spolkového státu Amapá ke 1. červenci 2004:
- Macapá – 326 466
- Santana (Amapá) – 91 310
- Laranjal do Jari – 32 919
- Oiapoque – 14 885
- Porto Grande – 13 217
- Mazagão (Amapá) – 13 139
- Vitória do Jari – 10 045

## Doprava
Amapa je unikátní spolkový stát, který není napojen na žádné silniční propojení s jiným státem. Existují tady dvě federální silnice, BR-156, která spojuje sever s jihem státu, začíná při hranicích Guayany a končí při hranicích státu Pará. BR-210 s odvážným názvem Perimetral Norte přepojí Macapá se státem Roraima ale její výstavba byla zastavena. Dnes je v provozu 250 km. Ty kilometry, které jsou asfaltovány, jsou vlastněné zahraničními firmami s cílem přepravit obrovské množství manganu, produkovaného v regionu. Na druhé straně Amapà vlastní moderní přístav, přes který vyváží výrobky a suroviny do celého světa. Nachází se 30 km od Macapà. Stát vlastní mezinárodní letiště, nacházející se téměř ve středu města, ale to už je za hranicí vytíženosti. Federální vláda proto nařídila výstavbu nového.

## Ekonomika
Amapá má prosperující hospodářství, které se zakládá na lovu krabů a těžbě manganu.
V Monte Dourado se nachází zbytky o rozloze 1 400 000 hektarů nezdařeného Jari projektu, nepovedený pokus amerického miliardáře Daniela K. Ludwiga, který v pralese u Rio Jari uskutečnil pokus založit rychle rostoucí eukalyptové plantáže pro produkci celulózy.